# Megachile leucopogonata
Megachile leucopogonata là một loài Hymenoptera trong họ Megachilidae. Loài này được Dours mô tả khoa học năm 1873.